# Lisa Cheng (Sprachwissenschaftlerin)
Lisa Lai-Shen Cheng (* 1962) ist eine chinesisch-amerikanische Sprachwissenschaftlerin. Ihre Forschungsschwerpunkte sind die Schnittstellen zwischen Syntax und anderen linguistischen Beschreibungsebenen sowie chinesische Sprachen und Bantusprachen.

## Leben

### Jugend, Studium und Lehrtätigkeit
Cheng wuchs in Hongkong, Taiwan, Boston und Toronto auf. Von 1982 bis 1986 studierte sie Sprachwissenschaft an der University of Toronto in Kanada und erhielt dort 1985 einen Bachelor of Arts und 1986 einen Master of Arts. Anschließend setzte sie ihr Studium in den Vereinigten Staaten von 1987 bis 1991 am Massachusetts Institute of Technology (MIT) fort. Dort wurde sie 1991 bei Noam Chomsky promovierte. Cheng lehrte anschließend am Deptartment of Linguistics der University of California, Irvine, von 1991 bis 1997 als Assistant Professor sowie von 1997 bis 2000 als Associate Professor. In dieser Zeit war sie 1999 Institutsvorstand des Deptartment of Linguistics.
Im Jahr 1997 wurde sie nach einem Aufenthalt am Zentrum für Allgemeine Sprachwissenschaft in Berlin und einer Gastprofessur am Massachusetts Institute of Technology zunächst bis 1998 Gastprofessorin am Holland Institute of Linguistics der Universität Leiden. 2000 erfolgte ihre Berufung auf eine Professur in Leiden. Dort war sie Mitgründerin des Leiden Institute for Brain and Cognition (LIBC) und fungierte von 2005 bis 2013 als Mitglied in dessen Vorstand. Seit dem 1. Januar 2021 ist sie Scientific Director des Leiden University Centre for Linguistics (LUCL).
Neben ihrer wissenschaftlichen Arbeit an der Universität Leiden lehrte und forschte Cheng verschiedentlich an ausländischen Einrichtungen, so am Center of Chinese Linguistics der Universität Peking und von 2013 bis 2015 an der Universität Nantes.
Cheng war von 1996 bis 2003 Herausgeberin von Glot International. Seit 2009 ist sie Mitherausgeberin (Advisory Editor) der wissenschaftlichen Fachzeitschrift Linguistic Inquiry und seit 2021 Mitherausgeberin (Associate Editor) der wissenschaftlichen Fachzeitschrift Language.
2013 wurde Cheng Mitglied der Koninklijke Hollandsche Maatschappij der Wetenschappen, 2016 ordentliches Mitglied der Academia Europaea und 2017 Mitglied der Königlich Niederländische Akademie der Wissenschaften.

### Forschung
Chengs Arbeitsgebiet ist theoretische Syntax und vergleichende Sprachwissenschaft. Ihr Forschungsschwerpunkt liegt auf den Schnittstellen zwischen Syntax und Semantik und zwischen Syntax und Phonologie, ferner Chinesische Sprachen (vor allem Mandarin, Kantonesisch, Wu und Min) sowie Bantusprachen (insbesondere isiZulu und Chichewa).

## Veröffentlichungen
- On the Typology of Wh-Questions. Garland Publishing, New York and London 1997
- zusammen mit Rint Sybesma [Hrsg.]: The First Glot International State-of-the-Article Book. Mouton de Gruyter, Berlin 2000.
- zusammen mit Rint Sybesma [Hrsg.]: The Second Glot International State-of-the-Article Book. Mouton de Gruyter, Berlin 2003.
- zusammen mit Norbert Corver [Hrsg.]: Wh-movement: Moving on. MIT Press, Cambridge (MA) 2006.
- zusammen mit Denis Delfitto und Lutz Marten [Hrsg.]: The Structure and Interpretation of Nouns and Noun phrases, part I. Special Issue, Rivista di Linguistica 23-2 (2011).
- zusammen mit Denis Delfitto und Lutz Marten [Hrsg.]: The Structure and Interpretation of Nouns and Noun phrases, part II. Special Issue, Rivista di Linguistica 24-2 (2012).
- zusammen mit Norbert Corver [Hrsg.]: Diagnosing Syntax. Oxford University Press 2013.
- zusammen mit Hilke Reckman, Maarten Hijzelendoorn und Rint Sybesma [Hrsg.]: Crossroads Semantics. Computation, Experiment and Grammar. John Benjamins, Amsterdam 2017.